# Medaglia per il salvataggio dall'annegamento
La medaglia per il salvataggio dall'annegamento è stata un premio statale dell'Unione Sovietica.

## Storia
La medaglia venne istituita il 16 febbraio 1957.

## Assegnazione
La medaglia veniva assegnata per premiare il coraggio e l'altruismo dimostrati durante il salvataggio delle persone in acqua, un alto grado di vigilanza e intraprendenza conseguente alla segnalazione tempestiva e la direzione dei servizi di soccorso durante emergenze in acqua, nonché l'organizzazione esemplare di servizi di soccorso in acqua.

## Insegne
- La medaglia era di rame. Il dritto raffigurava l'immagine in rilievo di un nuotatore che tira una vittima di annegamento, lungo la circonferenza superiore, la scritta in rilievo "PER LA SALVEZZA" (Russo: «За спасение»), lungo la circonferenza inferiore, la scritta in rilievo "DALL'ANNEGAMENTO" (Russo: «утопающих». Sul retro vi era l'immagine di una falce e di un martello sopra ad un ramo di alloro. Sotto vi era la scritta "URSS" (Russo: CCCP).
- Il nastro era blu con una striscia centrale bianca e tre sottili strisce bianche ai lati.